# Georg Schmitt

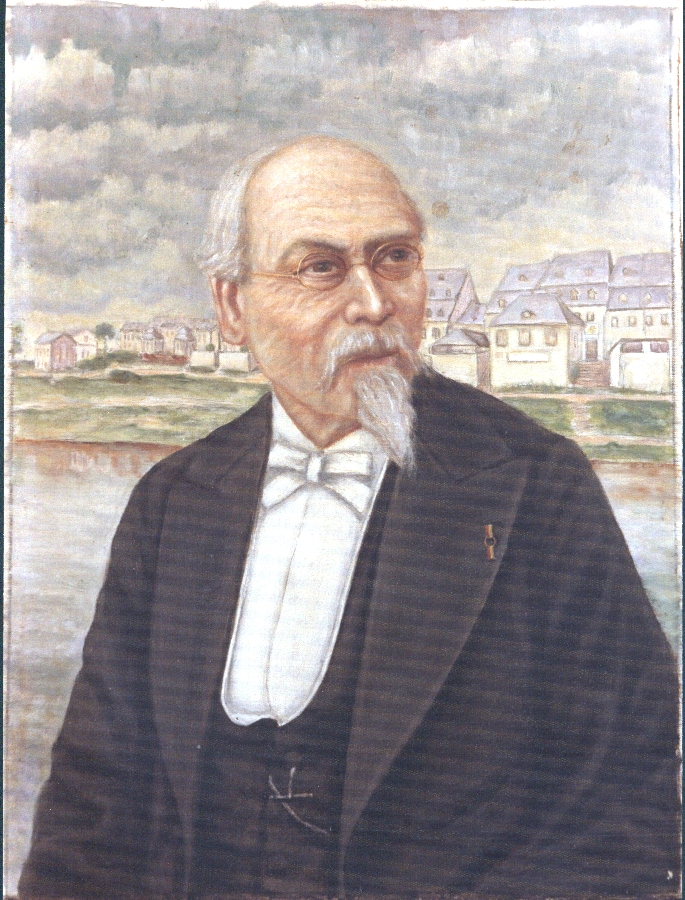
Georg Schmitt

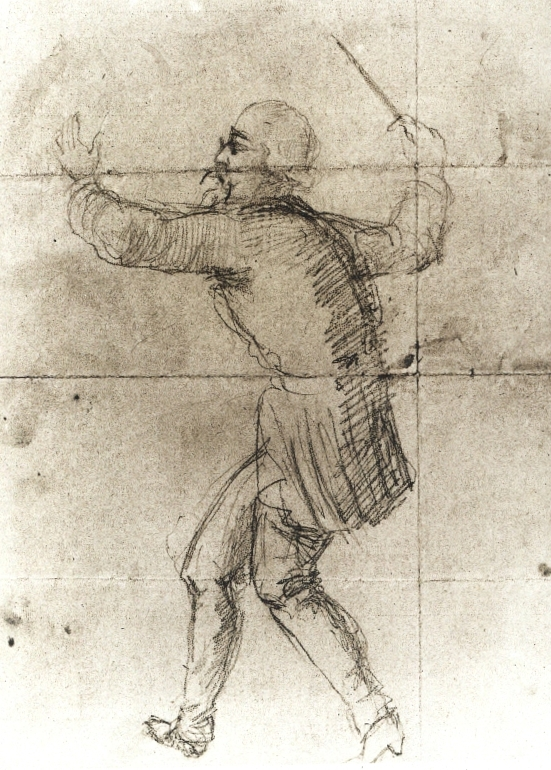
Georg Schmitt dirigiert

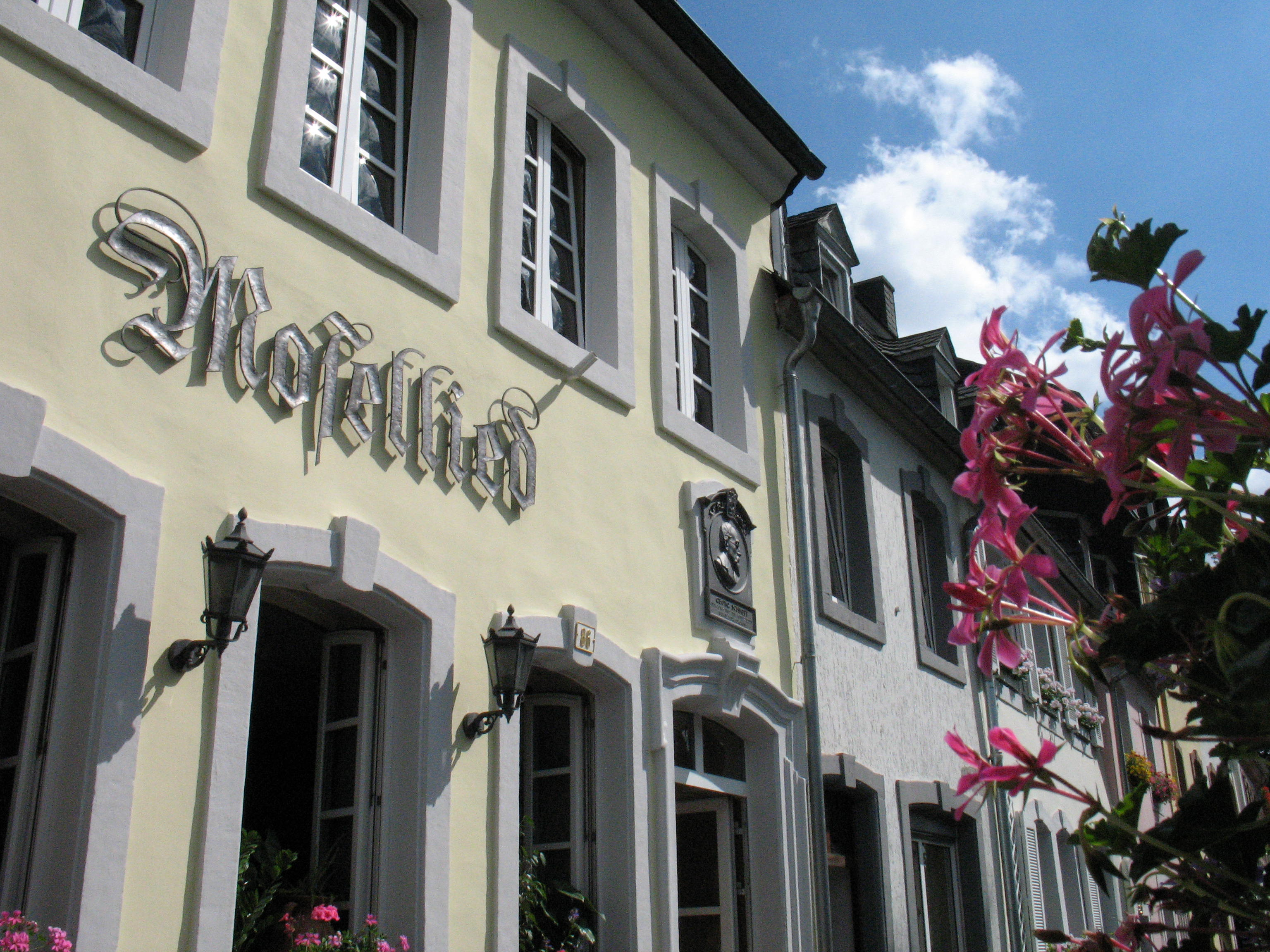
Geburtshaus von Georg Schmitt in Trier

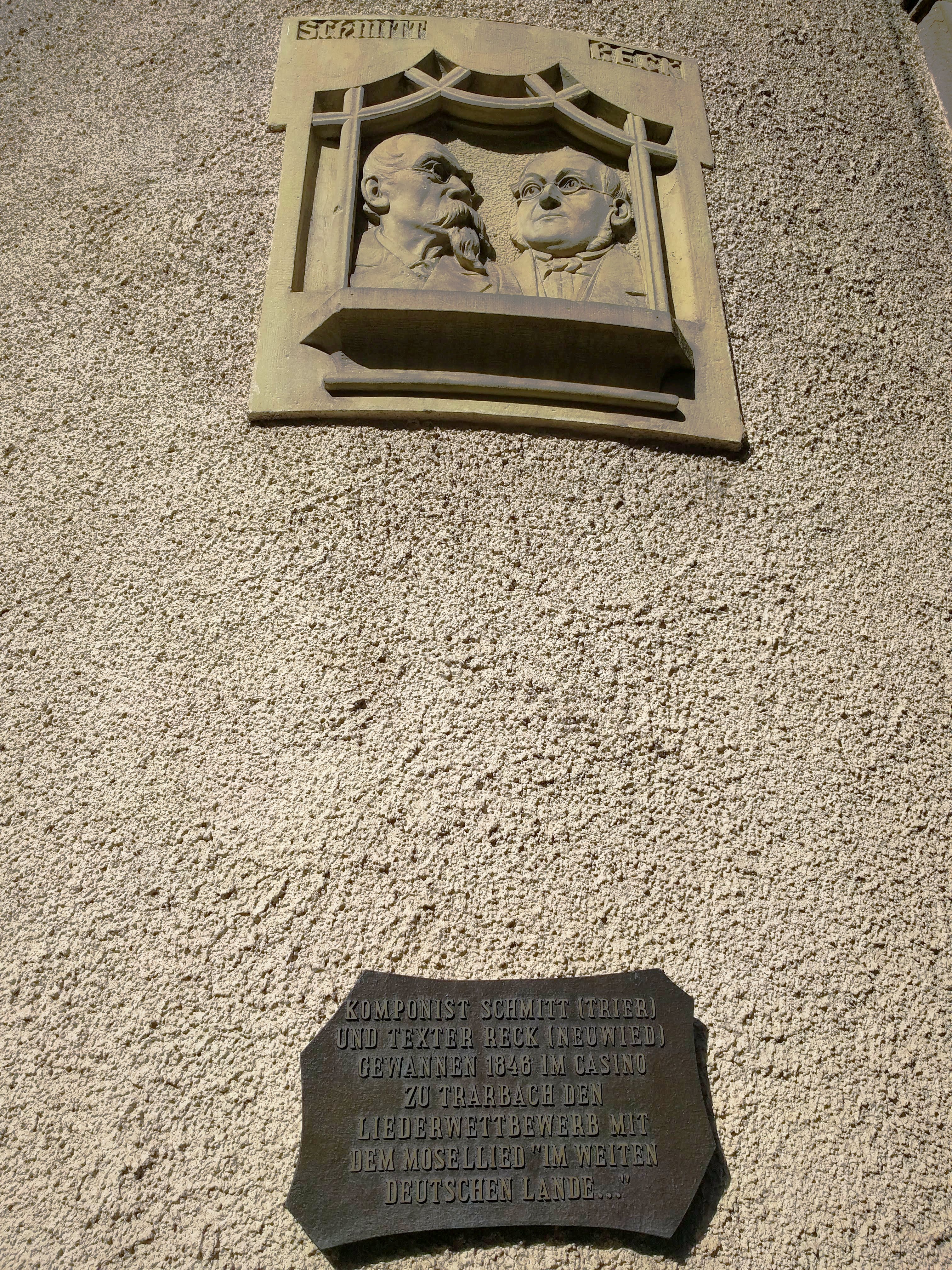
Gedenktafel in Traben-Trarbach (Brückentor)

Johann Georg Gerhard Schmitt bzw. Georges Schmitt (* 11. März 1821 in Trier; † 7. Dezember 1900 in Paris) war ein deutsch-französischer Komponist, Domorganist in Trier, Organist in Saint-Sulpice und Kapellmeister an Saint-Germain-des-Prés in Paris.

## Leben

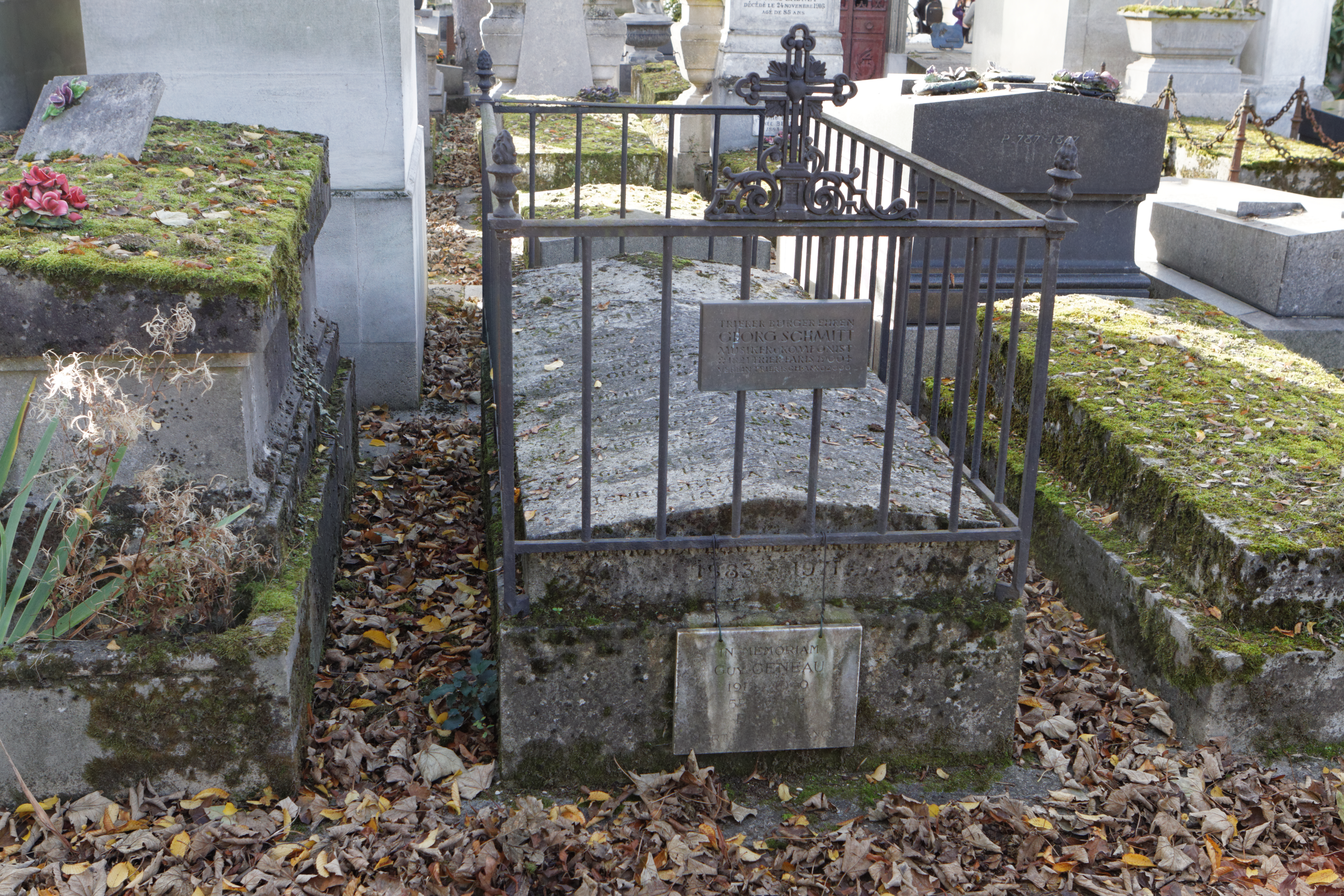
Grabstätte auf dem Friedhof Père-Lachaise

Georg bzw. Georges Schmitt wurde im Trierer Moselvorort Zurlauben als ein Sohn der Eheleute Johann Georg und Catharina Schmitt, geb. Marx geboren. Sein Vater war Domorganist und verstarb, als Schmitt elf Jahre alt war. Da er seinen Vater schon während dessen Krankheit an der Orgel vertreten hatte, schickte ihn das Domkapitel für zwei Jahre zum Studium nach Münster, wo ihn der Musikforscher und Domorganist Franz Joseph Antony (1790–1837) unterrichtete. 1835 wurde der Vierzehnjährige zum Trierer Domorganisten ernannt. Wegen permanentem Dissens mit dem Domkapitel in künstlerischen Fragen kam es jedoch 1842 zur Entlassung.
Im Jahre 1844 emigrierte Schmitt nach Paris, wo er als Kirchenmusiker an verschiedenen Kirchen tätig war, unter anderem in der Gemeinde der deutschen Auswandererkolonie St.-Joseph-des-Allemands. Ein Studium am Pariser Konservatorium ließ sich nicht verwirklichen (anders als in der Literatur oft dargestellt). Seinen Lebensunterhalt verdiente der ausgezeichnete Pianist Schmitt hauptsächlich als Klavierpädagoge. 1846 komponierte er während seines ersten Heimatbesuchs das Mosellied „Im weiten deutschen Lande“ auf einen Text von Theodor Reck (1815–1873), das seinen Ruhm in seiner alten Heimat begründete. 1847 heiratete er in Paris die Pianistin Léontine Aline Pau (de) Saint-Martin, die aus einer Malerfamilie stammte. Drei der fünf Kinder Schmitts waren später als Künstler tätig.
Von August 1848 bis Herbst 1849 weilte Schmitt in den USA und war zeitweilig als Organist an der Kathedrale von New Orleans tätig.
Zurück in Paris wurde Schmitt im Dezember 1849 (offizielle am 1. Januar 1850) Titulaire an der großen Orgel von Saint-Sulpice. Auf sein Betreiben wurde die Orgel 1857–1862 durch den Orgelbauer Aristide Cavaillé-Coll zu dem (noch heute erklingenden) imposanten 100-Register-Instrument ausgebaut. Am 30. April 1863 wurde er an Saint-Sulpice auf Betreiben von Cavaillé-Coll entlassen, der sein Meisterinstrument lieber in den Händen von Louis-James-Alfred Lefébure-Wely wissen wollte. Danach war Schmitt als Kapellmeister (Chorleiter) an verschiedenen Kirchen tätig, unter anderem an Saint-Germain-des-Prés. Schmitt war auch einige Jahre an der berühmten Kirchenmusikschule École Niedermeyer tätig und hatte etliche fähige Schüler, die später wichtige Organistenstellen in ganz Frankreich besetzten.
Bedeutung erlangte Schmitt durch sein Engagement für eine Kirchenmusikreform. Er stritt für die Abkehr von dem verweltlichten Repertoire seiner Zeit und setzte sich für eine Rückkehr zur alten, „wahren“ Kirchenmusik ein. Diesem Ziel diente die von ihm herausgegebene Sammlung Musée de musique religieuse mit 48 Originalkompositionen, für die er einige seiner Pariser Organistenkollegen als Mitarbeiter gewinnen konnte, u. a. César Franck und Camille Saint-Saëns. Schmitt war Mitinitiator des Congrès pour la restauration du plain-chant [Choral] et de la musique d'église (Nov./Dez. 1860) und trat dabei in engen Kontakt mit namhaften Pariser Kollegen. In der Zeitschrift Revue de musique sacrée religieuse veröffentlichte er zahlreiche Artikel zur Kirchenmusikreform und propagierte Ideen des in Deutschland sich verbreitenden Cäcilianismus. Er wurde so zu einem Mittler zwischen deutscher und französischer Kultur.
Schmitts eigentliches künstlerisches Ziel in Paris war, sich als Opernkomponist durchzusetzen. Zwar konnte er an dem privaten Théâtre Déjazet seine vieraktige Opéra comique La belle Madeleine sowie an kleineren Bühnen einige Operetten aufführen (zeitweise unterstützt durch seinen Landsmann Jacques Offenbach), ein Durchbruch gelang ihm aber nicht. Vor allem nach 1870/71 war er als „deutscher“ Komponist – obwohl seit 1872 offiziell französischer Bürger – nicht mehr gefragt. Er komponierte für Pariser Kompositionswettbewerbe drei große Chorsymphonien (in der Berlioz-Tradition der Symphonie dramatique) und mehrere Kantaten, konnte aber keinen Preis erringen. Die Symphonie dramatique Le Sinai (1879) wurde 2014 in Trier im Rahmen des Mosel-Musikfestivals wiederaufgeführt. Zu seinen Lebzeiten wurden in Paris zahlreiche seiner Klavierstücke sowie Klavierlieder gedruckt.
Schmitt starb am 7. Dezember 1900 und wurde im Familiengrab auf dem Friedhof Père-Lachaise beigesetzt. In Trier ist der Georg-Schmitt-Platz nach ihm benannt.

## Kompositionen und Schriften (Auswahl)
Schmitt verfasste über 200 Kompositionen und theoretische Schriften.
Die Nummerierung der Kompositionen erfolgt nach dem von Wolfgang Grandjean zusammengestellten Georges-Schmitt-Werkverzeichnis  (GSWv); in: Orgel und Oper. Georges Schmitt 1821–1900, ein deutsch-französischer Musiker in Paris. Biographie und Werk, mit einem Werkverzeichnis. (siehe unter Literatur) – Anhang, S. 463–523.

### Geistliche Chorwerke
- O salutaris für gemischten Chor und Orgel GSWv K–1 (Paris : Régnier-Canaux, 1855)
- Tantum ergo für gemischten Chor a cappella oder mit Orgel GSWv K–2 (Paris : Régnier-Canaux, 1855)
- Regina cœli für gemischten Chor a cappella oder mit Orgel GSWv K–3 (Paris : Régnier-Canaux, 1855; Neuausgabe 2017 als Trois chœurs religieux)

„Die Trois chœurs religieux sind wunderbar sangliche, praxistaugliche Chorwerke. Vertont sind drei bekannte Texte. Der Chor sollte Höhen nicht scheuen und findet dann klangschöne Musik, die einfach nur Freude macht. Im O salutaris wartet auf den Organisten durchaus eine Aufgabe; die andern beiden Motetten sind gut zu bewältigen.“
- Messe en la mineur, op. 9 GSWv K–5 (Paris: Régnier-Canaux, 1857)
- Messe [en mi bemol majeur], op. 130 GSWv K–12 (Paris: Eug. Matthieu, 1867)

### Orgelwerke
Le Musée de l’Organiste, 4 Bde. (Paris : Simon Richault, um 1857)
- Bd. I, Nr. 11 Prélude (Communion) As-Dur GSWv O–2,1 (Neuausgabe 2022)
- Bd. I, Nr. 15 Offertoire pour la Pentecôte A-Dur, dem Organisten Prosper-Charles Simon gewidmet GSWv O–2,2 (Neuausgabe 2013)[6]
- Bd. I, Nr. 25 Grande Marche (Procession) C-Dur GSWv O–2,5 (Neuausgabe 2013)
- Bd. II, Nr. 34 Grand Offertoire pour Noël E-Dur, dem Organisten Antonio Pitarch gewidmet GSWv O–2,8 (Neuausgabe 2022)[7]

„Das knapp zehnminütige Grand Offertoire pour Noël – eine große rhapsodische Fantasie über mehrere Weihnachtsmelodien – [ist] ein effektvolles Bravourstück mit so manch kühnem Einfall. Sicherlich für manchen ein schönes Schmankerl im Weihnachtskonzert-Orgelprogramm. Absolut lesenswert und vorbildlich: Das ausführliche und fundierte Nachwort sowie der gewissenhafte kritische Bericht.“
- Bd. II, Nr. 39 Magnificat solennel D-Dur, seinem Schüler Alfred Jung gewidmet GSWv O–2,9 (Neuausgabe 2009)[9]
- Bd. II, Nr. 41 Prélude fugué – Sortie A-Dur, dem Organisten Charles Magner gewidmet GSWv O–2,10 (Neuausgabe 2016)
- Bd. II, Nr. 47 Antienne c-Moll GSWv O–2,12 (Neuausgabe 2022)
- Bd. II, Nr. 49 Grand Offertoire E-Dur, dem Organisten und Komponisten Louis James Alfred Lefébure-Wely gewidmet GSWv O–2,13 (Neuausgabe 2009)

„Die meisten Orgelwerke können sich mit denen seines Amtsvorgängers [sic: Amtsnachfolgers] durchaus messen. Das aus mehreren kontrastierenden Abschnitten bestehende Grand Offertoire (E-Dur) ist – wie das Final von César Franck – Lefébure[-Wely] gewidmet und stellt wie jenes auch eine gewisse Art von Parodie dar. Das ebenso klangprächtige Offertoire (Es-Dur) arbeitet mit vollgriffigen Akkorden in der Setzweise von [Jacques-Nicolas] Lemmens.“
- Bd. III, Nr. 69 Fugue Fantaisie sur le Lauda Sion E-Dur, dem Organisten Jacques-Nicolas Lemmens gewidmet GSWv O–2,18 (Neuausgabe 2024)
- Bd. III, Nr. 72 Grand Offertoire pascal h-Moll/H-Dur, Peter Cavallo gewidmet GSWv O–2,20 (Neuausgabe 2024)
- Bd. IV, Nr. 77 Prélude (Procession) c-Moll GSWv O–2,23 (Neuausgabe 2018)
- Bd. IV, Nr. 90 Offertoire Es-Dur, dem Orgelbauer Aristide Cavaillé-Coll gewidmet GSWv O–2,24 (Neuausgabe 2009)[11]
- Bd. IV, Nr. 99 Fantaisie sur un cantique de l'Assomption Es-Dur, Alphonse de Simony de Brouthières gewidmet GSWv O–2,28 (Neuausgabe 2024)

Fantaisie fugué op. 48, C-Dur GSWv O–14 (Paris : Étienne Repos, 1866; Neuausgabe 2016)
L'art de préluder sur l'Orgue (Die Kunst des Präludierens auf der Orgel) GSWv O–3 (Paris : Étienne Repos, um 1861; Neuausgabe 2022)
Nouvelle Methode élémentaire et progressive d'Orgue et d'Harmonium (Paris : Étienne Repos, 1881)
- Six Études caractéristiques pour le Grand Orgue GSWv O–15,2-7 (Neuausgabe 2016)

Nr. 1 Offertoire C-Dur
Nr. 2 Communion C-Dur
Nr. 3 Grand Chœur – Sortie G-Dur
Nr. 4 Solo de Hautbois – Offertoire c-Moll/C-Dur
Nr. 5 Offertoire (Solo de Trompette) d-Moll/D-Dur
Nr. 6 Grand Chœur – Sortie D-Dur
- Fantaisie élégante – Offertoire a-Moll/A-Dur GSWv O–15,8 (Neuausgabe 2016)

„Die Six Études caractéristiques und die Fantaisie élégante sind alle dem Anhang von Schmitts Orgel- und Harmoniumschule entnommen. Während die ersten zwei der Etüden noch eher leicht zu spielen sind, so sind die verbleibenden vier sowie die Fantasie durchaus von gehobenem Niveau und veritable Konzertstücke, die einen versierten Organisten erfordern. Schmitt setzt eine Orgel mit Schwellwerk im Stil Cavaillé-Colls voraus, um die Stücke adäquat darzustellen.“

### Bühnenwerke
- La belle Madeleine (1866), Opéra comique in vier Akten GSWv B°–5; verschollen
- Anacréon, Oper in einem Akt (9 Szenen) GSWv B–1, unveröffentlicht.

### Orchesterwerke
- Ilion, Symphonie héroïque en quatre parties GSWv S–1 (1866/67) – Manuskript erhalten.
- Le Sinaï, Scènes de la vie du peuple hébreux, Symphonie en trois parties avec Solos et chœurs GSWv S–2 (vor 1879); wiederaufgeführt beim Mosel-Musikfestival 2014 in Trier; Partitur und Aufführungsmaterial: www.wolfgang-grandjean.de
- Le Feu du Ciel, Symphonie lyrique en quatre parties, Text: Victor Hugo GSWv S–3 (1881) – Manuskript erhalten.

### Lieder

#### Deutsche Gesellschaftslieder
- Rheinlied: „Dort, wo der alte Rhein“ GSWv L–1 (um 1840)
- Mosellied: „Im weiten deutschen Lande“ GSWv L–2 (1846)

#### Französische Mélodies
- La Lyre du jeune âge, op. 10 GSWv M–1  (Paris: Benard-Taberau, 1853)
- Rapelle-toi, Worte: Alfred de Musset GSWv M–2 (Paris: E. Chaillot, 1855)
- Il dort, Berceuse, Worte: Louis Ratisbonne GSWv M–6 (Paris: C. Alard, 1878)
- Le vase brisé, Mélancolie, Worte: Sully Prudhomme GSWv M–7 (Paris: Thauvin, 1880)
- Extase, Worte: Victor Hugo GSWv M–10 (Paris: Thauvin, 1882)

(Neuausgaben: „Mélodies – Romances – Chansons“, 2016 und 2023)

### Klavierwerke
- Le Barbier de Séville – Caprice für Klavier op. 24 über Themen aus Gioachino Rossinis Il barbiere di Siviglia, seinem Freund (oder Klavierschüler) Eugène Ruel gewidmet GSWv P–7 (Paris : Benoît Aîné, 1856; Neuausgabe 2012)
- Prière d’Othello – Petite Fantaisie Facile für Klavier op. 25 über die Preghiera „Deh calma, o ciel“ aus Rossinis Otello, (seiner Klavierschülerin) Hélène de Simony gewidmet GSWv P–8 (Paris : Benoît Aîné, 1856; Neuausgabe 2012)
- Les Oiseaux – Caprice pour Piano op. 150 GSWv P–35 (Paris : C. Alard, 1878; Neuausgabe 2021; ISBN 978-3-7543-4662-4)
- Toccata d-Moll/D-Dur für Klavier (Orgel) op. 167 GSWv P–47 (Paris : Henri Thauvin, o. J.; Neuausgabe 2009)

### Schriften
- Nouveau manuel complet de l'organiste praticien, 3 Bde. GSWv Th–1b (Paris: Manuels-Roret, 1855. online – Internet Archive)
- Nouvelle méthode pour la formation des chœurs et des maîtrises GSWv Th–2 (Paris: E. Repos, ca. 1861)